# Isone
Isone est une commune suisse du canton du Tessin, située dans le district de Bellinzone. La majeure partie de la population, 90 % en 2000, est italophone et catholique romain.

Photo aérienne (1946).

La commune compte sur son territoire une caserne où s'entraînent les grenadiers de l'armée suisse.
Le cycliste Mauro Gianetti est natif de la commune.